# مایکون سانتوس
مایکون سانتوس (به پرتغالی: Maicon dos Santos Corrêa) مهاجم اهل برزیل است که در شهر Paracambi و در تاریخ ۱۸ آوریل ۱۹۸۴ به دنیا آمده‌است.
مایکون سانتوس در تیم‌های فوتبال Madureira سابقهٔ حضور دارد.